# Tetrapus americanus
Tetrapus americanus es una especie de avispas de los higos que es nativa de América del Sur y América Central. Tiene un mutualismo obligado con Ficus maxima, la especie de higuera que poliniza.